# Stenomyia angusta
Stenomyia angusta är en tvåvingeart som först beskrevs av Friedrich Georg Hendel 1909.  Stenomyia angusta ingår i släktet Stenomyia och familjen fläckflugor. Inga underarter finns listade i Catalogue of Life.